# Orimarga distivenula
Orimarga distivenula är en tvåvingeart som beskrevs av Alexander 1936. Orimarga distivenula ingår i släktet Orimarga och familjen småharkrankar. Inga underarter finns listade i Catalogue of Life.